# السید حمدی

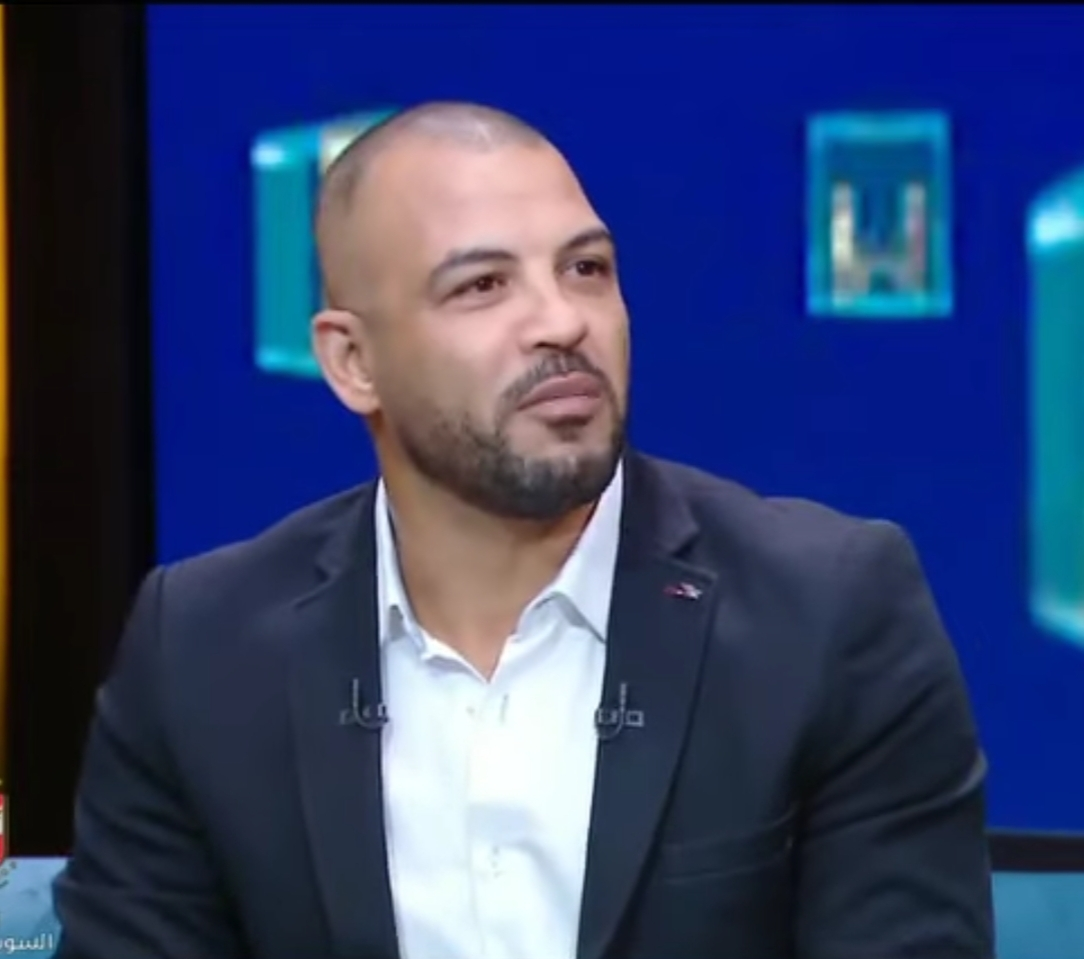
السید حمدی در سال ۲۰۲۱

السید حمدی (عربی: السيد حمدي؛ زادهٔ ۱ مارس ۱۹۸۴) یک ورزشکار اهل مصر است.
از باشگاه‌هایی که در آن بازی کرده‌است می‌توان به باشگاه ورزشی الاهلی مصر و تیم ملی فوتبال مصر اشاره کرد.
وی همچنین در تیم ملی فوتبال مصر بازی کرده است.